# 马修·瑞安 (马术运动员)
马修·瑞安（英語：Matthew Ryan，1964年6月3日—），澳大利亚男子马术运动员。他曾代表澳大利亚参加1992年和2000年夏季奥林匹克运动会马术比赛，获得三枚金牌。